# Політехнічна школа
Політехні́чна шко́ла (фр. École polytechnique) — престижний вищий навчальний заклад Франції, який розташовується в паризькому передмісті Палезо. Відома насамперед дуже якісною математичною підготовкою.
Серед його випускників є три лауреати Нобелівської премії, один лауреат Медалі Філдса, три президенти Франції та багато генеральних директорів французьких і міжнародних компаній. Він посідає 87-е місце у рейтингу Times Higher Education World University Rankings 2021 і друге місце в рейтингу найкращих малих університетів світу 2020. Його материнський університет, Паризький політехнічний інститут, займає 49-те місце в рейтингу QS World University Rankings 2022.

## Загальний опис
Школа заснована в 1794 році під назвою Центральна школа громадських робіт. У 1795 році перейменована в Політехнічну школу. У 1805 році за наказом Наполеона підпорядкована міністерству оборони. Під час Першої світової війни учнів було мобілізовано, а приміщення школи було перетворено на шпиталь. Під час війни загинуло понад вісімсот студентів. У 1921 році студентам-іноземцям вперше дозволено складати вступний іспит. Під час Другої світової війни École Polytechnique була переведена до Ліона у вільну зону та втрачає свій військовий статус, а її будівлі в Парижі були передані Червоному Хресту. Під час тієї війни загинуло понад чотириста студентів (Вільна Франція, Рух Опору у Франції, нацистські табори). У 1944 році школа знову переходить до управління військового міністерства. У 1970 році отримала цивільний статус, залишаючись підпорядкованою військовому відомству. Директором школи є дійсний генерал. У 1972 році в школу вперше прийняли 7 дівчат. Спочатку заклад розташовувався в Латинському кварталі в центрі Парижа, а в 1976 році його головні будівлі були перенесені в Палезо на плато де Сакле, на південний захід від Парижа. У 1994 році святкування 200-річчя проходило під головуванням президента Франсуа Міттерана. У 1995 році встановлено новий вступний іспит для іноземних студентів, а в 2000 році програму Ingénieur Polytechnicien подовжено з 3 до 4 років.

## Знамениті випускники

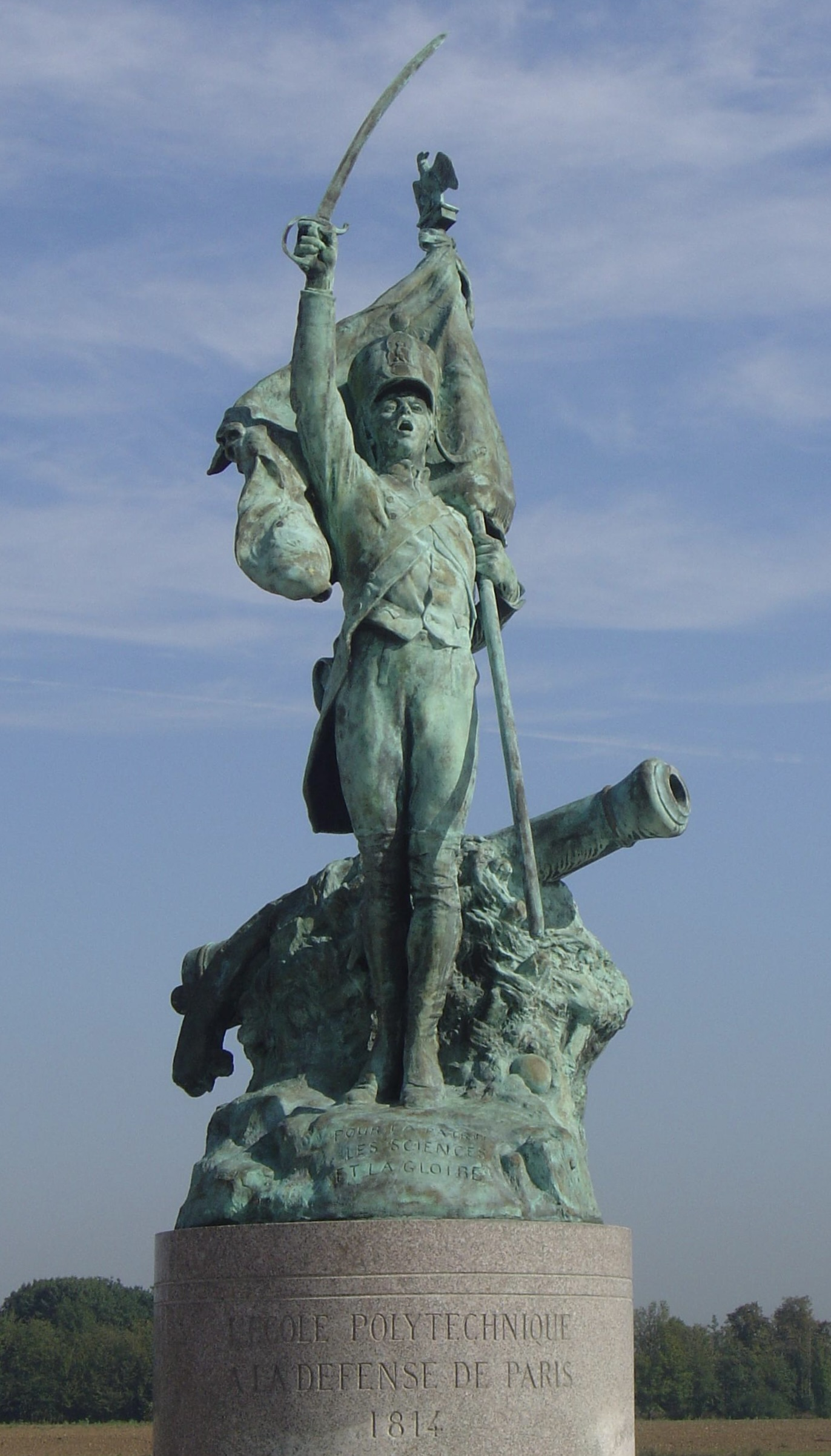
Пам'ятник кадетам Політехнічної школи, які захищали Париж у 1814 році. Встановлений у почесному дворику школи для вшанування цього вчинку. Копія цього пам'ятника встановлена у Вест-Пойнті.

- Сімеон-Дені Пуассон (покоління 1798 р.) — математик
- Франсуа Араго (1803) — фізик і астроном
- Огюстен Жан Френель (1804) — фізик, оптик
- Оґюстен-Луї Коші (1805) — математик
- Гаспар-Гюстав Коріоліс (1808) — фізик
- Саді Карно (1812) — фізик
- Мішель Шаль (1812) — математик
- Бенуа Поль Еміль Клапейрон (1816) — фізик
- Амеде Маннгайм (1848) — математик
- Саді Карно (1857) — президент Франції в 1887—1894 роках
- Антуан Анрі Беккерель (1872) — фізик
- Анрі Пуанкаре (1873) — математик і фізик
- Альбер Лебрен (1890) — президент Франції в 1932—1940 роках
- Андре Сітроен (1900) — інженер і підприємець
- Бенуа Мандельброт (1944) — математик
- Валері Жискар д'Естен (1944) — президент Франції в 1974—1981 роках